# Wildgänse rauschen durch die Nacht
Wildgänse rauschen durch die Nacht (auch „Nachtposten im März“ im Gedichtband Im Felde zwischen Nacht und Tag) ist ein Gedicht von Walter Flex aus dessen Buch Der Wanderer zwischen beiden Welten (1916). Eine verbreitete volksliedhafte Marschmelodie dazu schrieb Robert Götz (1892–1978).

## Text
In verschiedenen Liederbüchern sind leicht voneinander abweichende Versionen des Textes veröffentlicht worden (zum Beispiel am Ende der letzten Strophe: „Singt uns im Herbst ein Amen!“). Nachfolgend die ursprüngliche Fassung aus dem Wanderer zwischen beiden Welten:
1. Wildgänse rauschen durch die Nacht

Mit schrillem Schrei nach Norden –

Unstäte Fahrt! Habt acht, habt acht!

Die Welt ist voller Morden.

2. Fahrt durch die nachtdurchwogte Welt,

Graureisige Geschwader!

Fahlhelle zuckt, und Schlachtruf gellt,

Weit wallt und wogt der Hader.

3. Rausch’ zu, fahr’ zu, du graues Heer!

Rauscht zu, fahrt zu nach Norden!

Fahrt ihr nach Süden übers Meer –

Was ist aus uns geworden!

4. Wir sind wie ihr ein graues Heer

Und fahr’n in Kaisers Namen,

Und fahr’n wir ohne Wiederkehr,

Rauscht uns im Herbst ein Amen!

## Entstehung
Walter Flex beschreibt auf den ersten Seiten seines Buches Der Wanderer zwischen beiden Welten die Entstehungsgeschichte des Gedichts folgendermaßen:

„Ich lag als Kriegsfreiwilliger wie hundert Nächte zuvor auf der granatenzerpflügten Waldblöße als Horchposten und sah mit windheißen Augen in das flackernde Helldunkel der Sturmnacht, durch die ruhelose Scheinwerfer über deutsche und französische Schützengräben wanderten. Der Braus des Nachtsturms schwoll anbrandend über mich hin. Fremde Stimmen füllten die zuckende Luft. Über Helmspitze und Gewehrlauf hin sang und pfiff es schneidend, schrill und klagend, und hoch über den feindlichen Heerhaufen, die sich lauernd im Dunkel gegenüberlagen, zogen mit messerscharfem Schrei wandernde Graugänse nach Norden … Die Postenkette unseres schlesischen Regiments zog sich vom Bois des Chevaliers hinüber zum Bois de Vérines, und das wandernde Heer der wilden Gänse strich gespensterhaft über uns alle dahin. Ohne im Dunkel die ineinanderlaufenden Zeilen zu sehen, schrieb ich auf einen Fetzen Papier ein paar Verse: …“

## Rezeption
Das Gedicht und später das Lied verbreiteten sich zunächst in der Wandervogelbewegung und der Bündischen Jugend, da es von ihr als Symbol für den von Flex idealisiert dargestellten „Wandervogel-Soldaten“ Ernst Wurche betrachtet wurde, der durch die weite Verbreitung von Flex’ Werk zu einem Idealbild des „Feldwandervogels“ wurde.
Bald wurde es auch von der katholischen Jugend gesungen (mit kleiner Textvariante in der 4. Strophe wie „in Gottes Namen“) und später in anderen Vereinigungen, wie der Hitlerjugend, der Wehrmacht und der Waffen-SS („in Deutschlands Namen“ bzw. „in Führers Namen“). Der Kulturwissenschaftler Wolfgang Lindner verwendet es als Beispiel dafür, wie sich die Vertonung eines Textes von der ursprünglichen Intention entfernen kann. Die „zackige“ Marschmelodie, der das Lied seine Beliebtheit verdankt, kontrastiert mit der Melancholie des Textes von Walter Flex. Maskulinisierung und Militarisierung der bündischen Jugendbewegung erfolgten früher und unabhängig von der Hitlerjugend, zu deren Ideologie Krieg als „Morden“ keineswegs passte. Die schneidige Melodie von Robert Götz entstand zwar schon 1916, jedoch wurde das Lied erst Ende der 1920er Jahre populär.
Nach dem Zweiten Weltkrieg war das Lied bis in die 1970er Jahre durch den Schulunterricht weit verbreitet. Es gehörte zum Kern des gemeinsamen Liedguts der durch die Jugendbewegung geprägten Gruppen und Verbände. Das Lied gehört u. a. zum Repertoire von Studentenverbindungen. Es fand sich auch auf einem Album des Sängers Heino wieder. In der deutschen Bundeswehr und im österreichischen Bundesheer ist es ein beliebtes Marschlied.
Im Liedgut der französischen Armee existiert es in mehreren Versionen unter dem Titel Les Oies Sauvages (dt. Die Wildgänse). Eine Version, die zum Repertoire der Fremdenlegion gehört, enthält auch die erste Strophe des deutschen Originals.
Die Gruppe Die Grenzgänger spielt das Lied im Rahmen ihres Weltkriegslieder-Projekts Maikäfer Flieg! – Verschollene Lieder 1914–1918 (2014) zwar mit der Melodie von Götz, aber in einer Vortragsweise, die im Vergleich zu anderen eher geeignet ist, die Zuhörer nachdenklich zu machen.
In den zwei Verfilmungen des gleichnamigen Romans Fabrik der Offiziere von Hans Hellmut Kirst aus den Jahren 1960 und 1989, der fiktive Geschehnisse an einer Offiziersanwärter-Schule während des Zweiten Weltkriegs behandelt, wird das Lied zum symbolischen Schlüsselelement. Es wird, da es das Lieblingslied des Oberleutnants Krafft ist, in der 1960er-Version des Filmes in einer Gastwirtschaft gemeinsam angestimmt, und am Filmende wird es von seiner Abteilung beim Marsch durch die Stadt in Hörweite des Gestapo-Gefängnisses gesungen – zu seinem Gedenken, da er sein Leben für eine Überzeugung aufgeopfert hat, und zum Gedenken aller, die ihm ideell und leidend beistehen. In der 1989er-Version stimmt Krafft das Lied beim Sport an, und nach seiner Inhaftierung hört er später von seiner Zelle aus dankbar das Lied aus dem Kasernenhof.